# Thủ môn

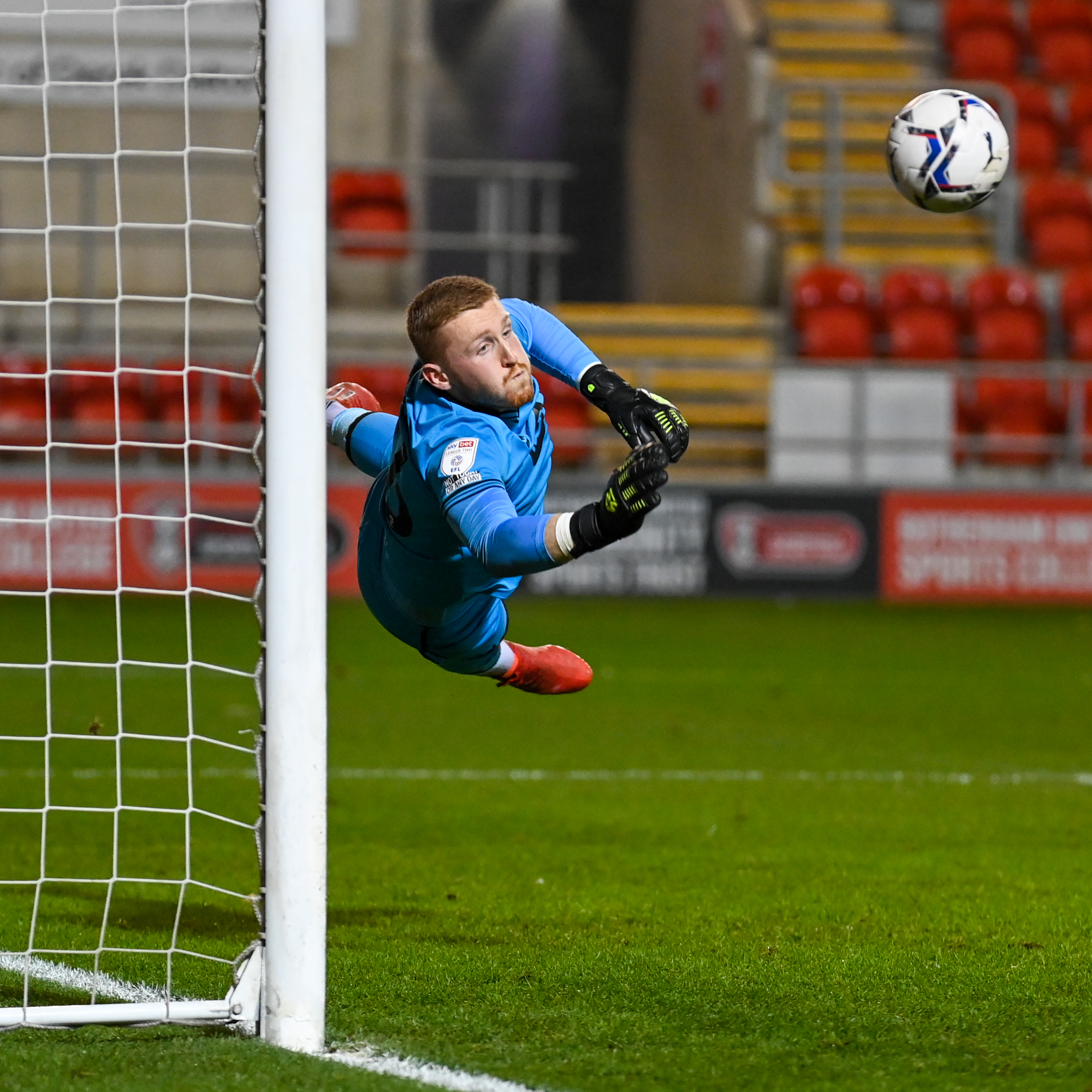
Một thủ môn bóng đá cố gắng thực hiện một pha cứu nguy

Trong nhiều môn thể thao đồng đội liên quan đến việc ghi bàn, thủ môn là một vận động viên được chỉ định có nhiệm vụ trực tiếp ngăn cản đội đối phương ghi bàn bằng cách chặn hoặc chặn các cú sút của đối phương vào khung thành. Vị trí như vậy có trong bandy, rink bandy, hurling, bóng đá, bóng đá Gaelic bóng ném, khúc côn cầu trên cỏ, khúc côn cầu trên băng, bóng nước,  bóng vợt, bóng sàn, shinty và một số môn thể thao khác.
Trong hầu hết các môn thể thao liên quan đến việc ghi bàn vào lưới, các quy tắc áp dụng cho thủ môn không áp dụng cho các cầu thủ khác. Những quy tắc này thường được đặt ra để bảo vệ thủ môn khỏi trở thành mục tiêu cho những hành động nguy hiểm hoặc thậm chí bạo lực. Điều này thể hiện rõ nhất trong các môn thể thao như khúc côn cầu trên băng và bóng vợt, nơi thủ môn phải đeo thiết bị đặc biệt như miếng đệm nặng và mặt nạ để bảo vệ cơ thể họ khỏi tác động của vật thể thi đấu.
Trong một số môn thể thao, thủ môn có thể có các quyền như những cầu thủ khác; Ví dụ: trong bóng đá, thủ môn được phép đá bóng giống như bất kỳ cầu thủ nào khác nhưng cũng có thể dùng tay để xử lý bóng trong vòng cấm. Trong các môn thể thao khác, thủ môn có thể bị hạn chế trong các hành động mà họ được phép thực hiện hoặc khu vực sân nơi họ có thể đứng.